# François Huwart
François Huwart, né le 20 juin 1947 à Nogent-le-Rotrou (Eure-et-Loir), est un homme politique français. Il est maire de Nogent-le-Rotrou du 24 mars 1989 au 3 juillet 2020. Il est ancien secrétaire d'État au Commerce extérieur de Lionel Jospin et haut fonctionnaire au ministère de la Défense.

## Biographie

### Jeunesse et formation
François Huwart est le fils de Robert Huwart (d), ancien président radical de gauche du conseil général d'Eure-et-Loir et maire de Nogent-le-Rotrou de 1965 à 1987.
Il est diplômé de l'Institut d'études politiques de Paris, de l'École normale supérieure, d'une maîtrise d'anglais et d'une maîtrise de lettres,.

### Carrière professionnelle
En 1974, il est attaché auprès du préfet du district de la région parisienne puis, en 1980, chef de bureau au ministère de la Défense et des Forces Armées[réf. nécessaire]. En 1988, il devient conseiller technique, puis directeur de cabinet du ministre des Anciens Combattants Jacques Mellick et de son successeur André Méric.
En 1991, il est nommé chargé de mission auprès du ministre de l'Artisanat, du Commerce et de la Consommation François Doubin. En 1992, il devient inspecteur général adjoint du ministère des Anciens Combattants, puis au Contrôle général des Armées[réf. nécessaire].

### Carrière politique
François Huwart entre au Parti radical de gauche en 1978. Il prend la présidence de la fédération radicale de gauche d'Eure-et-Loir[Quand ?] qu'il occupe jusqu'en 2010.
Il est élu conseiller régional du Centre en 1986 et maire de Nogent-le-Rotrou en 1989, deux ans après la mort de son père, Robert Huwart (d), maire et président du conseil général. Il est réélu à la mairie en 1995, 2001, 2008 et 2014.
En 1998, il rejoint le conseil politique du Parti radical de gauche.
Député d’Eure-et-Loir en juin 1997, il entre dans le gouvernement de Lionel Jospin comme secrétaire d’État au Commerce extérieur le 28 juillet 1999,. En plus des fonctions de diplomatie économique et de soutien aux entreprises françaises, il est chargé par Lionel Jospin de représenter la France à l'OMC pour les cycles de négociations du Millénaire et de Doha. Il participe ainsi aux conférences de Seattle en 1999 (qui verra l'échec du lancement du cycle du Millénaire) et de Doha en 2001 (lançant un nouveau cycle qui s'est officiellement achevé en 2006 sur un nouvel échec), ainsi qu’au forum social de Porto Alegre en 2000 (où il est le premier membre d’un gouvernement français à faire le déplacement) ou au forum économique mondial de Davos en 2001. Il démissionne avec le gouvernement au lendemain du 21 avril 2002.
Battu par Patrick Hoguet (53,08 %) aux élections législatives de juin 2002, il est réélu député à la faveur  d'une élection législative partielle le 23 mars 2003 avec 55 % des voix à la suite de l'invalidation de l'élection précédente par le Conseil constitutionnel.
Aux élections législatives de 2007, il est battu par Laure de La Raudière, candidate investie par l'UMP qui réunit 53,32 % des suffrages. Durant l'été 2007, François Huwart quitte la vice-présidence la communauté de communes du Perche, qu'il avait contribué à créer, pour se concentrer sur sa gestion municipale à Nogent-le-Rotrou.
En mars 2008, il est réélu pour la quatrième fois à la mairie de Nogent-le-Rotrou avec 52,17 % des suffrages au 1er tour (61,26 % en 2001).
Son fils, Harold Huwart,, est investi par le PRG, le Parti socialiste et Europe-Écologie-les-verts pour l'élection législative de juin 2012 dans la 3e circonscription d'Eure-et-Loir, il est battu par Laure de La Raudière, candidate investie par l'UMP qui réunit 52,58 % des suffrages.
En octobre 2012, il est élu président pour trois ans d'Atout France, l'agence nationale de développement touristique de la France,.
Le 22 avril 2014, à la suite de son élection pour un cinquième mandat de maire de Nogent-le-Rotrou, il est élu président de la  communauté de communes du Perche.
Le 7 janvier 2020, il annonce se retirer de la vie politique et ne pas se représenter aux élections municipales. Il laisse donc la place à son fils Harold Huwart, qui remporte les élections le 3 juillet 2020. Celui-ci lui succède aussi en tant que président de la Communauté de communes du Perche, le 16 juillet 2020.

## Mandats et responsabilités politiques locales
- 2014 : président de la communauté de communes du Perche ;
- 1989-1995-2001-2008-2014 : maire de Nogent-le-Rotrou
- 2006-2007 : vice-président de la communauté de communes du Perche ;
- 1999-2002 : premier adjoint au maire de Nogent-le-Rotrou ;
- 1998-2003 : vice-président du conseil régional du Centre-Val de Loire ;
- 1986-2003 : conseiller régional du Centre-Val de Loire ;
- 1986- : président de la fédération d'Eure-et-Loir du Parti radical de gauche[15].

## Anciens mandats nationaux et fonctions ministérielles
- 1997-1999 et de 2003 à 2007 : député de la troisième circonscription d'Eure-et-Loir.
- Secrétaire d'État auprès du ministre de l'économie, des finances et de l'industrie, au commerce extérieur du 28 juillet 1999 au 5 mai 2002